# Дайна Тайминя
Дайна Тайминя (латис. Daina Taimiņa, англ. Daina Taimina; 19 серпня 1954 року, Рига) — американська математик латвійського походження. Доктор математичних наук.

## Біографія
Дайна Тайминя народилася в Ризі в 1954 році. У 1977 році закінчила фізико-математичний факультет Латвійського державного університету. У 1990 році захистила кандидатську дисертацію на тему: Behavior of Different Types of Automata and Turing Machines on Infinite Words («Поведінка різних типів автоматів та машин Тюрінга у нескінченних світах») в Інституті математики Академії наук Білорусі. У 1992 році захищає докторську дисертацію у Латвійському університеті. Працювала викладачем в Латвійському університеті і в Інституті навчання вчителів у Ризі. З 1992 по 1996 працювала науковим редактором у видавництвах «Zvaigzne» і «Macibu gramata». З 1997 по 2006 — асоційований професор Корнельського університету.
З 2007 року Дайна Тайминя викладає математику як професор Університету Корнелла в Нью-Йорку. В 2010 році стала лауреатом щорічної премії Diagram, яку за найдивнішу назву книги щорічно присуджує британський журнал The Bookseller. Книга Дайни Таймині називається «В'язальні пригоди з гіперболічними площинами» («Crocheting Adventures with Hyperbolic Planes»), і журі премії назвало цю назву «цілковитим божевіллям».

## Наукова діяльність
Дайна Тайминя вирішила столітню проблему неевклідової геометрії з візуалізації гіперболічних площин. Гіперболічні площини мають стосунок до неевклідової геометрії, яку традиційно важко візуалізувати. Дайні Таймині вдалося зробити це з використанням в'язаних тканин. Свою першу модель гіперболічної площини вона зв'язала гачком у 1997 році, щоб використовувати в студійному курсі Неевклідової геометрії. З тих пір вона зв'язала понад сотню геометричних моделей.

## Публікації
- «В'язальні пригоди з гіперболічними площинами» («Crocheting Adventures with Hyperbolic Planes») (AK Peters, 2009)
- Experiencing Geometry: Euclidean and Non-Euclidean with History (co-author with David Henderson, 3rd edition, Pearson Prentice Hall, 2005)
- «История математики» (1990 г.)
- «Математика античности», Mathematics in antiquity (Латвия), Рига: University Press, 1981

та ін.
Всього 47 публікацій російською, латиською та англійською мовами.